# Élections législatives de 1997 en Corrèze
Les élections législatives françaises de 1997 se déroulent les 25 mai et 1er juin 1997. Dans le département de la Corrèze, trois députés sont à élire dans le cadre de trois circonscriptions.

## Élus
| Circonscription | Député sortant                                  | Parti | Parti | Député élu ou réélu | Parti | Parti |
| --------------- | ----------------------------------------------- | ----- | ----- | ------------------- | ----- | ----- |
| 1re             | Lucien Renaudie suppléant de Raymond-Max Aubert |       | RPR   | François Hollande   |       | PS    |
| 2e              | Bernard Murat                                   |       | RPR   | Philippe Nauche     |       | PS    |
| 3e              | Jean-Pierre Dupont                              |       | RPR   | Jean-Pierre Dupont  |       | RPR   |

## Résultats

### Résultats à l'échelle du département
| Parti          | Parti                            | Premier tour | Premier tour | Second tour | Second tour | Sièges |
| Parti          | Parti                            | Voix         | %            | Voix        | %           | Sièges |
| -------------- | -------------------------------- | ------------ | ------------ | ----------- | ----------- | ------ |
|                | Parti socialiste                 | 39 987       | 30,59        | 70 914      | 51,42       | 2      |
|                | Parti communiste français        | 19 874       | 15,20        | Retrait     | Retrait     | 0      |
|                | Les Verts                        | 3 536        | 2,70         |             |             | 0      |
|                | Mouvement des citoyens           | 1 039        | 0,79         | 0           |             |        |
|                | Gauche plurielle                 | 64 436       | 49,29        | 70 914      | 51,42       | 2      |
|                |                                  |              |              |             |             |        |
|                | Rassemblement pour la République | 50 345       | 38,51        | 66 993      | 48,58       | 1      |
|                | Divers droite                    | 5 170        | 3,95         |             |             | 0      |
|                | La Droite indépendante           | 2 002        | 1,53         | 0           |             |        |
|                | Droite parlementaire             | 57 517       | 44,00        | 66 993      | 48,58       | 1      |
|                |                                  |              |              |             |             |        |
|                | Front national                   | 8 774        | 6,71         |             |             | 0      |
|                |                                  |              |              |             |             |        |
| Inscrits       | Inscrits                         | 181 452      | 100,00       | 181 366     | 100,00      | 3      |
| Abstentions    | Abstentions                      | 42 046       | 23,17        | 35 435      | 19,54       |        |
| Votants        | Votants                          | 139 406      | 76,83        | 145 931     | 80,46       |        |
| Blancs et nuls | Blancs et nuls                   | 8 679        | 6,23         | 8 024       | 5,5         |        |
| Exprimés       | Exprimés                         | 130 727      | 93,77        | 137 907     | 94,5        |        |

### Résultats par circonscription

#### Première circonscription (Tulle)
| Candidat       | Candidat                   | Parti          | Premier tour | Premier tour | Second tour | Second tour |  |
| Candidat       | Candidat                   | Parti          | Voix         | %            | Voix        | %           |  |
| -------------- | -------------------------- | -------------- | ------------ | ------------ | ----------- | ----------- |  |
|                | Raymond-Max Aubert sortant | RPR            | 17 985       | 38,27        | 22 913      | 45,48       |  |
|                | François Hollande élu      | PS             | 16 639       | 35,4         | 27 472      | 54,52       |  |
|                | Dominique Grador           | PCF            | 8 556        | 18,2         | Retrait     | Retrait     |  |
|                | Claude Dambrin             | FN             | 2 781        | 5,92         |             |             |  |
|                | Jean Chatenet              | MDC            | 1 039        | 2,21         |             |             |  |
|                |                            |                |              |              |             |             |  |
| Inscrits       | Inscrits                   | Inscrits       | 64 603       | 100,00       | 64 559      | 100,00      |  |
| Abstentions    | Abstentions                | Abstentions    | 14 279       | 22,1         | 11 338      | 17,56       |  |
| Votants        | Votants                    | Votants        | 50 324       | 77,9         | 53 221      | 82,44       |  |
| Blancs et nuls | Blancs et nuls             | Blancs et nuls | 3 324        | 6,61         | 2 836       | 5,33        |  |
| Exprimés       | Exprimés                   | Exprimés       | 47 000       | 93,39        | 50 385      | 94,67       |  |

#### Deuxième circonscription (Brive-la-Gaillarde)
| Candidat       | Candidat              | Parti          | Premier tour | Premier tour | Second tour | Second tour |  |
| Candidat       | Candidat              | Parti          | Voix         | %            | Voix        | %           |  |
| -------------- | --------------------- | -------------- | ------------ | ------------ | ----------- | ----------- |  |
|                | Bernard Murat sortant | RPR            | 14 384       | 32,33        | 22 431      | 48,08       |  |
|                | Philippe Nauche élu   | PS             | 12 934       | 29,07        | 24 220      | 51,92       |  |
|                | Jean Charbonnel       | Divers droite  | 5 170        | 11,62        |             |             |  |
|                | André Pamboutzoglou   | PCF            | 5 114        | 11,49        |             |             |  |
|                | Francis Ducreux       | FN             | 3 895        | 8,75         |             |             |  |
|                | Philippe Bernis       | Les Verts      | 1 969        | 4,43         |             |             |  |
|                | Chantal Aznar         | LDI (MPF)      | 1 024        | 2,3          |             |             |  |
|                |                       |                |              |              |             |             |  |
| Inscrits       | Inscrits              | Inscrits       | 63 370       | 100,00       | 63 343      | 100,00      |  |
| Abstentions    | Abstentions           | Abstentions    | 16 144       | 25,48        | 13 615      | 21,49       |  |
| Votants        | Votants               | Votants        | 47 226       | 74,52        | 49 728      | 78,51       |  |
| Blancs et nuls | Blancs et nuls        | Blancs et nuls | 2 736        | 5,79         | 3 077       | 6,19        |  |
| Exprimés       | Exprimés              | Exprimés       | 44 490       | 94,21        | 46 651      | 93,81       |  |

#### Troisième circonscription (Ussel)
| Candidat       | Candidat                         | Parti          | Premier tour | Premier tour | Second tour | Second tour |  |
| Candidat       | Candidat                         | Parti          | Voix         | %            | Voix        | %           |  |
| -------------- | -------------------------------- | -------------- | ------------ | ------------ | ----------- | ----------- |  |
|                | Jean-Pierre Dupont sortant réélu | RPR            | 17 976       | 45,81        | 21 649      | 52,97       |  |
|                | Bernadette Bourzai               | PS             | 10 414       | 26,54        | 19 222      | 47,03       |  |
|                | Michel Julien                    | PCF            | 6 204        | 15,81        |             |             |  |
|                | Marie-Madeleine Bonneau          | FN             | 2 098        | 5,35         |             |             |  |
|                | Jacqueline Gouélou-Caplat        | Les Verts      | 1 567        | 3,99         |             |             |  |
|                | Raymond Fruitier                 | LDI (MPF)      | 978          | 2,49         |             |             |  |
|                |                                  |                |              |              |             |             |  |
| Inscrits       | Inscrits                         | Inscrits       | 53 479       | 100,00       | 53 464      | 100,00      |  |
| Abstentions    | Abstentions                      | Abstentions    | 11 623       | 21,73        | 10 482      | 19,61       |  |
| Votants        | Votants                          | Votants        | 41 856       | 78,27        | 42 982      | 80,39       |  |
| Blancs et nuls | Blancs et nuls                   | Blancs et nuls | 2 619        | 6,26         | 2 111       | 4,91        |  |
| Exprimés       | Exprimés                         | Exprimés       | 39 237       | 93,74        | 40 871      | 95,09       |  |